# Louis Handley
Louis Handley (n. 14 februarie 1874, Roma, Regatul Italiei – d. 28 decembrie 1956, New York City, New York, SUA) a fost un înotător american, medaliat olimpic. A participat la o ediție a Jocurilor Olimpice (1904) în care a câștigat două medalii de aur.